# Paul Haddacks

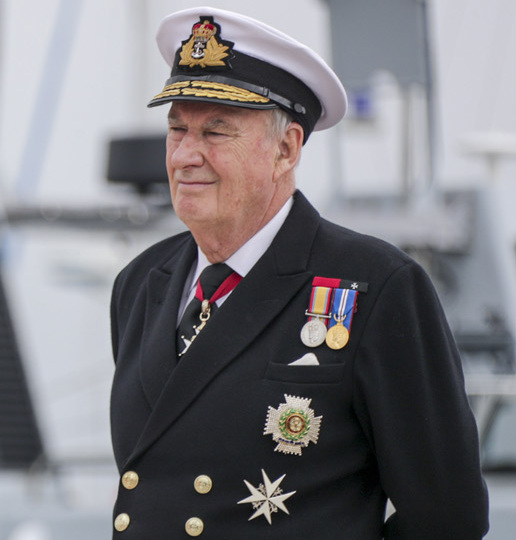
Paul Haddacks

Sir Paul Kenneth Haddacks (* 27. Oktober 1946) ist ein ehemaliger Vizeadmiral der Royal Navy und war von 2005 bis 2011 Vizegouverneur der Isle of Man.

## Biografie
Paul Haddocks trat 1964 in die Royal Navy ein. Nach einem Abschluss am Britannia Royal Navy College in Dartmouth wurde er Offizier in der Fernostflotte. Sein erstes Kommando war 1971 das Patrouillenboot Scimitar. Später war er Navigationsoffizier auf diversen Schiffen. 1991 wurde er Commander, er befehligte die Fregatten Cleopatra und Naiad, anschließend war er in der Personalabteilung des Verteidigungsministeriums tätig. 1984 wurde er zum Kapitän befördert, nachdem er dem Planungsstab des Ministeriums angehörte, kommandierte er das amphibische Landungsschiff Intrepid. 1990 war er Befehlshaber der britischen Seestreitkräfte während des Zweiten Golfkriegs. Später bekleidete er Posten bei der NATO, bevor er 2004 in den Ruhestand trat.
Am 31. Dezember 1999 wurde er als Knight Commander des Order of the Bath in den Ritterstand erhoben, und führt seither den Namenszusatz „Sir“.
2005 wurde er zum Vizegouverneur der Isle of Man ernannt, die Vereidigung fand am 17. Oktober statt. Nach fünfeinhalb Jahren folgte ihm der britische Diplomat Adam Wood am 7. April 2011 als Vizegouverneur.